# Monte Graham
O Monte Graham (em inglês:  Humphreys Peak) é uma montanha no sudeste do estado do Arizona. Com 3269 m de altitude no topo, é o ponto mais alto do condado de Graham, da Floresta Nacional Coronado e dos Montes Pinaleño O nome "Mount Graham" é usado localmente para se referir a toda a cordilheira, e o pico é conhecido como "High Peak". É o 20.º dos 57 picos ultraproeminentes dos Lower 48, e o primeiro de cinco do Arizona.
Alberga um observatório espacial.